# Mizil
Mizil là một thị xã thuộc hạt Prahova, România. Dân số thời điểm năm 2002 là 15755 người.